# Alain Locke
Alain LeRoy Locke (13 septembre 1885 – 9 juin 1954) était un écrivain, philosophe, essayiste, anthologiste et mécène américain, célèbre pour ses écrits sur le mouvement culturel afro-américain dit de la  Renaissance de Harlem (il est d'ailleurs parfois surnommé le « Père de la Renaissance de Harlem », Father of the Harlem Renaissance) et sur son concept du New Negro (en) (« Nouveau Nègre »), qu'il développe dans l'édition de son anthologie recensant des oeuvres les plus marquantes des auteurs majeurs de la Renaissance de Harlem : The New Negro (en).

## Biographie

### Jeunesse et formation
Alain Locke est né à Philadelphie en 1885 est le fils de Pliny Ismael Locke, un juriste, et de Mary Hawkins Locke, une professeure et membre de la Felix Adler Ethical Society. Après ses études secondaires à la Central High School (Philadelphie) (en) il entre à la Philadelphia School of Pedagogy. Il est admis  à l'université Harvard où il fait des études de littérature anglaise  et de philosophie . Il est refusé à plusieurs reprises à l'université d'Oxford à cause de la couleur de sa peau ; il est finalement admis au Hertford College, où il étudie la littérature, la philosophie, la littérature grecque et la littérature latine ,.
En 1910, il continue ses études à l'université de Berlin puis au Collège de France l'année suivante. De retour aux États-Unis, il rencontre W. E. B. Du Bois et Carter G. Woodson qui l'encouragent à développer sa philosophie. Il soutient son doctorat de philosophie à l'université Harvard en 1918. Il se convertit à la religion baha'ie cette année-là,.

### Carrière
Locke aide les artistes, écrivains et musiciens afro-américains de son époque. En 1925, il édite dans le magazine Survey Graphic (en) un numéro intitulé Harlem: Mecca of the New Negro consacré à la Renaissance de Harlem. Ce numéro avait pour but de faire découvrir le mouvement culturel de Manhattan et la tolérance,. Dans la foulée, les frères Boni publie l'anthologie The New Negro, un ouvrage important qui marque la décennie. Le concept doit beaucoup au militant activiste Hubert Harrison, et aura une influence certaine sur celui de négritude, élaboré entre autres par Aimé Césaire.

### Hommages et distinctions
Plusieurs établissements scolaires portent son nom dont la Locke High School (en) de Los Angeles.

## Œuvres

### Essais
- A Decade of Negro Self-Expression, Charlottesville, Virginie, ColumbiaUniversityLibraries (réimpr. 1974, 2011, 2014, 2018) (1re éd. 1928), 24 p. (OCLC 917995908, lire en ligne)
- The Negro in America, Chicago, Illinois, American Library Association (réimpr. 2018) (1re éd. 1933), 72 p. (ISBN 9781397191847, lire en ligne),
- The Negro And His Music : Negro Art, Past And Present, New York, Arno Press (réimpr. 1969, 1988, 1991, 1998, 2002) (1re éd. 1936), 156 p. (OCLC 500469456, lire en ligne),

### Éditions posthumes
- Leonard Harris (dir.), The Philosophy of Alain Locke : Harlem Renaissance and Beyond, Philadelphie, Pennsylvanie, Temple University Press, 1er mars 1989 (réimpr. 1991), 348 p. (ISBN 9780877228295, lire en ligne),
- Jeffrey C. Stewart (dir.), Race Contacts And Interracial Relations : Lectures On The Theory And Practice Of Race, Washington, district de Columbia, Howard University Press, coll. « Moorland-Spingarn series », 1er août 1992, 192 p. (ISBN 9780882581583, lire en ligne)

### Anthologies
- Alain Locke (dir.) et Winold Reiss (dir.), The New Negro : Voices of the Harlem Renaissance, New York, Boni (réimpr. 1968, 1992, 1999, 2015) (1re éd. 1925), 500 p. (OCLC 251182396, lire en ligne),
- Alain Locke (dir.), Claude McKay, Jean Toomer, Countee Cullen et Langston Hughes, Four Negro Poets : The Pamphlet Poets, New York, Simon & Schuster, 1927, 31 p. (OCLC 1826046)
- Alain LeRoy Locke (dir.) et Montgomery Gregory (dir.), Plays of Negro Life : A Source-book of Native American Drama, New York, Harper & Brothers (réimpr. 1969, 1971) (1re éd. 1927), 484 p. (OCLC 1253791235, lire en ligne)
- When People Meet : A Study In Race And Culture Contacts, New York, Committee on Workshops, Progressive Education Association (réimpr. 1946, 1949, 1988) (1re éd. 1942), 774 p. (ISBN 9780404159474, OCLC 917650495, lire en ligne),

### Articles
- « The American Temperament », The North American Review, vol. 194, no 669,‎ août 1911, p. 262-270 (9 pages) (lire en ligne ),
- « The Negro's Contribution to American Art and Literature », The Annals of the American Academy of Political and Social Science, vol. 140,‎ novembre 1928, p. 234-247 (14 pages) (lire en ligne ),
- « The American Negro as Artist », The American Magazine of Art, vol. 23, no 3,‎ septembre 1931, p. 210-220 (11 pages) (lire en ligne ),
- « The Negro in Art », Christian Education, vol. 15, no 2,‎ novembre 1931, p. 98-103 (6 pages) (lire en ligne ),
- « African Art : Classic Style », The American Magazine of Art, vol. 28, no 5,‎ mai 1935, p. 270-278 (9 pages) (lire en ligne ),
- « The Dilemma of Segregation », The Journal of Negro Education, vol. 4, no 3,‎ juillet 1935, p. 406-411 (6 pages) (lire en ligne ),
- « Letters to the Editor », American Journal of Sociology, vol. 43, no 3,‎ novembre 1937, p. 454-455 (2 pages) (lire en ligne ),
- « The Negro's Contribution to American Culture », The Journal of Negro Education, vol. 8, no 3,‎ juillet 1939, p. 521-529 (9 pages) (lire en ligne ),
- « Whither Race Relations? A Critical Commentary », The Journal of Negro Education, vol. 13, no 3,‎ été 1944, p. 398-406 (9 pages) (lire en ligne ),
- « The Negro in the Three Americas », The Journal of Negro Education, vol. 13, no 1,‎ hiver 1944, p. 7-18 (12 pages) (lire en ligne ),
- « Areas of Extension and Improvement of Adult Education Among Negroes », The Journal of Negro Education, vol. 14, no 3,‎ été 1945, p. 453-459 (7 pages) (lire en ligne ),
- « The Negro Minority in American Literature », The English Journal, vol. 35, no 6,‎ juin 1946, p. 315-320 (6 pages) (lire en ligne ),
- « Reason and Race: A Review of the Literature of the Negro for 1946 », Phylon (1940-1956), vol. 8, no 1,‎ 1° trimestre 1947, p. 17-27 (11 pages) (lire en ligne ),
- « A Critical Retrospect of the Literature of the Negro for 1947 », Phylon (1940-1956), vol. 9, no 1,‎ 1° trimestre 1948, p. 3-12 (10 pages) (lire en ligne ),
- « Dawn Patrol a Review of the Literature of the Negro for 1948: Part I », Phylon (1940-1956), vol. 10, no 1,‎ premier trimestre 1949, p. 5-14 (10 pages) (lire en ligne ),
- « Dawn Patrol: The Literature of the Negro for 1948, Part II », Phylon (1940-1956), vol. 10, no 2,‎ second trimestre 1949, p. 167-172 (6 pages) (lire en ligne ),
- « Wisdom de Profundis: The Literature of the Negro, 1949. Part I », Phylon (1940-1956), vol. 11, no 1,‎ premier trimestre 1950, p. 5-14 (10 pages) (lire en ligne ),
- « Inventory at Mid-Century: The Literature of the Negro for 1950: Part II: History », Phylon (1940-1956), vol. 12, no 2,‎ second trimestre 1951, p. 185-190 (6 pages) (lire en ligne ),
- « The High Price of Integration: A Review of the Literature of the Negro for 1951 », Phylon (1940-1956), vol. 13, no 1,‎ premier trimestre 1952, p. 7-18 (12 pages) (lire en ligne ),
- « From Native Son to Invisible Man: A Review of the Literature of the Negro for 1952 », Phylon (1940-1956), vol. 14, no 1,‎ premier trimestre 1953, p. 34-44 (11 pages) (lire en ligne ),

### Traductions en français
- Le rôle du nègre dans la culture des Amériques, L'Harmattan, 2009 (présentation d'Anthony Mangeon).

## Pour approfondir

#### Notices dans des encyclopédies et manuels de références
- (en-US) L. Mpho Mabunda, Contemporary Black Biography, vol. 10, Detroit, Michigan, Gale Research, 31 octobre 1995, 335 p. (ISBN 9780810393189, lire en ligne), p. 157-161,
- (en-US) Suzan Michele Bourgoin (dir.), Encyclopedia Of World Biography, vol. 9 : Kilpatrick - Louis, Detroit, Michigan, Gale Research, 1998, 540 p. (ISBN 9780787625498, lire en ligne), p. 475-478. ,
- (en-US) John A. Garraty (dir.) et Mark C. Carnes (dir.), American National Biography, vol. 13 : Kurtzman - Lovecraft, New York, Oxford University Press, USA, 1999, 954 p. (ISBN 9780195127928, lire en ligne), p. 796-798. ,
- (en-US) Shari Dorantes Hatch & Michael R. Strickland (dir.), African-American Writers : A Dictionary, Santa Barbara, Californie, ABC-CLIO, 1er juillet 2000, 491 p. (ISBN 9780874369595, lire en ligne), p. 226-229,
- (en-US) Janet Witalec (dir.), The Harlem Renaissance : A Gale Critical Companion, vol. 3 : Authors I-Z, Detroit, Michigan, Gale Cengage, 11 octobre 2002, 673 p. (ISBN 9780787666187, lire en ligne), p. 181-223,
- (en-US) Aberjhani & Sandra L. West (dir.) (préf. Clement Alexander Price), Encyclopedia Of The Harlem Renaissance, New York, Facts On File, 1er septembre 2003, 427 p. (ISBN 9780816045396, lire en ligne), p. 204-205,
- (en-US) Cary Wintz (dir.), Encyclopedia of the Harlem Renaissance, vol. 2 : K-Y, New York, Routledge, 14 octobre 2004, 1349 p. (ISBN 9781579583897, lire en ligne), p. 737-743,
- (en-US) Lois Brown, Lives and Works of the Harlem Renaissance Writers, New York, Facts On File, 1er octobre 2005, 615 p. (ISBN 9780816049677, lire en ligne), p. 317-321,
- (en-US) Colin A. Palmer (dir.), Encyclopedia Of African American Culture And History : The Black Experience In The Americas, vol. 3 : G-L, Detroit, Michigan, MacMillan Reference Books, 15 décembre 2005, 1365 p. (ISBN 9780028658162, lire en ligne), p. 1335-1337,
- (en-US) John Lachs & Robert B. Talisse (dir.), American Philosophy : An Encyclopedia, New York, Routledge, 1er décembre 2007, 853 p. (ISBN 9780415939263, lire en ligne), p. 470-471,
- (en-US) Paul Finkelman, Encyclopedia of African American History, 1896 to the Present : From the Age of Segregation to the Twenty-First Century, vol. 3 : J-N, New York, Oxford University Press, USA, 2 février 2009, 525 p. (ISBN 9780195167795, lire en ligne), p. 199-201,

#### Essais et biographies
- (en-US) Johnny Washington, A Journey Into the Philosophy of Alain Locke, Westport, Connecticut, Greenwood Press, coll. « Contributions in Afro-American and African studies » (no 166), 1994, 240 p. (ISBN 9780313290473, lire en ligne),
- (en-US) Leonard Harris, The Critical Pragmatism of Alain Locke : A Reader on Value Theory, Aesthetics, Community, Culture, Race, and Education, Lanham, Maryland, Rowman & Littlefield Publishers, 15 avril 1999, 388 p. (ISBN 9780847688081, lire en ligne),
- (en) Rudolph Alexander Kofi Cain, Alain Leroy Locke : Race, Culture, And The Education Of African American Adults, Amsterdam, Pays-Bas, Brill Publishers, 1er janvier 2004, 176 p. (ISBN 9789042008335, lire en ligne),

#### Articles anglophones

##### Années 1950-1989
- Charles S. Johnson, « In Memoriam: Alain Locke 1886-1954 », Phylon (1940-1956), vol. 15, no 2,‎ printemps 1954, p. 120 (1 page) (lire en ligne ),
- Eugene C. Holmes, « Alain Locke--Philosopher, Critic, Spokesman », The Journal of Philosophy, vol. 54, no 5,‎ 28 février 1957, p. 113-118 (6 pages) (lire en ligne ),
- H. M. Kallen, « Alain Locke and Cultural Pluralism », The Journal of Philosophy, vol. 54, no 5,‎ 28 février 1957, p. 119-127 (9 pages) (lire en ligne ),
- William Stanley Braithwaite, « Alain Locke's Relationship to the Negro in American Literature », The Phylon Quarterly, vol. 18, no 2,‎ second trimestre 1957, p. 166-173 (8 pages) (lire en ligne ),
- Douglas K. Stafford, « Alain Locke: The Child, the Man, and the People », The Journal of Negro Education, vol. 30, no 1,‎ hiver 1961, p. 25-34 (10 pages) (lire en ligne ),
- Gene Ulansky, « The Integrated Careers of Alain Locke Philosopher Of The New Negro », Negro History Bulletin, vol. 26, no 8,‎ mai 1963, p. 240-243 (4 pages) (lire en ligne ),
- Frances Richardson Keller, « The Harlem Literary Renaissance », The North American Review, vol. 253, no 3,‎ mai-juin 1968, p. 29-34 (6 pages) (lire en ligne ),
- Eugene C. Holmes, « Alain Locke and the New Negro Movement », Negro American Literature Forum, vol. 2, no 3,‎ automne 1968, p. 60-68 (9 pages) (lire en ligne ),
- Ernest D. Mason, « Alain Locke on Race and Race Relations », Phylon (1960-), vol. 40, no 4,‎ 1979, p. 342-350 (9 pages) (lire en ligne ),
- Mark Helbling, « Alain Locke: Ambivalence and Hope », Phylon (1960-), vol. 40, no 3,‎ 1979, p. 291-300 (10 pages) (lire en ligne ),
- Earnest Douglas Mason, « Alain Locke and Social Realism », Obsidian (1975-1982), vol. 5, no 3,‎ hiver 1979, p. 22-32 (11 pages) (lire en ligne ),
- Charles W. Scruggs, « Alain Locke and Walter White: Their Struggle for Control of the Harlem Renaissance », Black American Literature Forum, vol. 14, no 3,‎ automne 1980, p. 91-99 (9 pages) (lire en ligne ),
- John Edgar Tidwell et John Wright, « Alain Locke: A Comprehensive Bibliography of His Published Writings », Callaloo, nos 11/13,‎ février - octobre 1981, p. 175-192 (18 pages) (lire en ligne ),
- Mark Helbling, « African Art: Albert C. Barnes and Alain Locke », Phylon (1960-), vol. 43, no 1,‎ 1982, p. 57-67 (11 pages) (lire en ligne ),
- Yvonne Ochillo, « The Race-Consciousness of Alain Locke », Phylon (1960-), vol. 47, no 3,‎ 1986, p. 173-181 (9 pages) (lire en ligne ),
- Leonard Harris, « Identity: Alain Locke's Atavism », Transactions of the Charles S. Peirce Society, vol. 24, no 1,‎ hiver 1988, p. 65-83 (19 pages) (lire en ligne ),
- Ernest D. Mason, « Deconstruction in the Philosophy of Alain Locke », Transactions of the Charles S. Peirce Society, vol. 24, no 1,‎ hiver 1988, p. 85-105 (21 pages) (lire en ligne ),

##### Années 1990-2009
- Everett H. Akam, « Community and Cultural Crisis: The "Transfiguring Imagination" of Alain Locke », American Literary History, vol. 3, no 2,‎ été 1991, p. 255-276 (22 pages) (lire en ligne ),
- Talmadge C. Guy, « Adult Education and Propaganda: Alain Locke's Views on Culture, Propaganda, and Race Progress », The Langston Hughes Review, vol. 13, no 2,‎ 1995, p. 68-76 (9 pages) (lire en ligne ),
- Leonard Harris, « Alain Locke and Community », The Journal of Ethics, vol. 1, no 3,‎ 1997, p. 239-247 (9 pages) (lire en ligne ),
- Winston Napier, « Affirming Critical Conceptualism: Harlem Renaissance Aesthetics and the Formation of Alain Locke's Social Philosophy », The Massachusetts Review, vol. 39, no 1,‎ printemps 1998, p. 93-112 (20 pages) (lire en ligne ),
- Alison Bailey, Jan M. Boxill, Emmett L. Bradbury, Maudemarie Clark, Samir J. Haddad et Colin M. Patrick, « Book Notes », Ethics, vol. 113, no 4,‎ juillet 2003, p. 923-928 (6 pages) (lire en ligne ),
- Jürgen E. Grandt, « Moving on Up: Alain Locke and the Telos of African American Culture », South Atlantic Review, vol. 68, no 1,‎ hiver 2003, p. 4-14 (11 pages) (lire en ligne ),
- Mary Ann Calo, « Alain Locke and American Art Criticism », American Art, vol. 18, no 1,‎ printemps 2004, p. 88-97 (10 pages) (lire en ligne ),
- Terrance MacMullan, « Challenges to Cultural Diversity: Absolutism, Democracy, and Alain Locke's Value Relativism », The Journal of Speculative Philosophy, vol. 19, no 2,‎ 2005, p. 129-139 (11 pages) (lire en ligne ),
- Peter Schneck, « Vom Askari zum New Negro: Alain Locke und Walter von Ruckteschell », American Studies, vol. 51, no 4,‎ 2006, p. 499-522 (24 pages) (lire en ligne ),

##### Années 2010-2019
- Ernest Julius Mitchell II, « "Black Renaissance": A Brief History of the Concept », Amerikastudien / American Studies, vol. 55, no 4,‎ 2010, p. 641-665 (25 pages) (lire en ligne ),
- Louis E. Wright, « Alain Locke on Race Relations: Some Political Implications of His Thought », Journal of Black Studies, vol. 42, no 4,‎ mai 2011, p. 665-689 (25 pages) (lire en ligne ),
- Luiza Franco Moreira, « Songs and Intellectuals », Comparative Literature Studies, vol. 49, no 2,‎ 2012, p. 210-226 (17 pages) (lire en ligne ),
- Jonathan Wipplinger, « GERMANY, 1923: Alain Locke, Claude McKay, and the New Negro in Germany », Callaloo, vol. 36, no 1,‎ hiver 2013, p. 106-124 (19 pages) (lire en ligne ),
- Greg Moses, « A Compass for Valuation », The Journal of Speculative Philosophy, vol. 27, no 4,‎ 2013, p. 402-424 (23 pages) (lire en ligne ),
- Rizvana Bradley, Margo Natalie Crawford, John McCluskey et Charles Henry Rowell, « James A. Porter and Alain Locke on Race, Culture and the Making of Art », Callaloo, vol. 39, no 5,‎ 2016, p. 1169-1185 (17 pages) (lire en ligne ),
- Neil W. Williams, « Absolutism, Relativism and Anarchy: Alain Locke and William James on Value Pluralism », Transactions of the Charles S. Peirce Society, vol. 53, no 3,‎ été 2017, p. 400-424 (25 pages) (lire en ligne ),

##### Années 2020-
- Tobias Wofford, « Adaptable Legacies : Alain Locke's African Art Collection at Howard University », Studies in the History of Art, vol. 83,‎ 2023, p. 68-81, 326-327 (16 pages) (lire en ligne ),

#### Articles francophones
- Anthony Mangeon, « Le rôle du nègre dans la culture des Amériques », Présence Africaine, Nouvelle série, no 169,‎ 2004, p. 115-128 (14 pages) (lire en ligne ),
- Anthony Mangeon, « Une « voie ignorée » des études africaines d'Alain Locke à Melville Herskovits et Ralph Bunche ("The Road not Taken" of African Studies: From Alain Locke to Melville Herskovits and Ralph Bunche) », Cahiers d'Études Africaines, vol. 50, nos 198/200,‎ 2010, p. 619-656 (38 pages) (lire en ligne ),